# Psaenythia tucumana
Psaenythia tucumana är en biart som beskrevs av Holmberg 1921. Psaenythia tucumana ingår i släktet Psaenythia och familjen grävbin. Inga underarter finns listade i Catalogue of Life.